# Eugène Pelletan
Pour les articles homonymes, voir Pelletan.
Pierre Clément Eugène Pelletan, né à Saint-Palais-sur-Mer le 29 octobre 1813 et mort à Paris le 13 décembre 1884, est un écrivain, journaliste et homme politique français.

## Biographie
Petit-fils de Jean Jarousseau, un pasteur du désert dont il a raconté la vie dans un livre à succès, fils d’Achille Pelletan, maire de Royan sous le Premier Empire et la Restauration, il s’installe en 1833 à Paris où il se lance dans la carrière des lettres. D’abord proche de George Sand (il est quelque temps le précepteur de Maurice Sand), il se rapproche ensuite d’Alphonse de Lamartine, qui l’initie à la politique et lui communique ses aspirations républicaines. Il épouse la sœur du peintre paysagiste Paul-Dominique Gourlier, disciple de Corot, fille de l'architecte Pierre-Charles Gourlier.
Écrivain au lyrisme enflammé et au style un peu ampoulé, libre penseur mais déiste et spiritualiste, il se fait le théoricien du progrès indéfini et continu, dans la continuité de Condorcet.
Scandalisé par le coup d'État du 2 décembre 1851, il devient, dans la presse et dans ses livres, un adversaire farouche de Napoléon III. Dans le Corps législatif il est député républicain de la Seine de 1863 à 1870, puis des Bouches-du-Rhône de 1871 à 1876 dans l'Assemblée Nationale.
Il est initié franc-maçon en 1864 dans la loge l’Avenir, dont il devient vénérable, avant d’entrer au Conseil de l’ordre du Grand Orient de France..

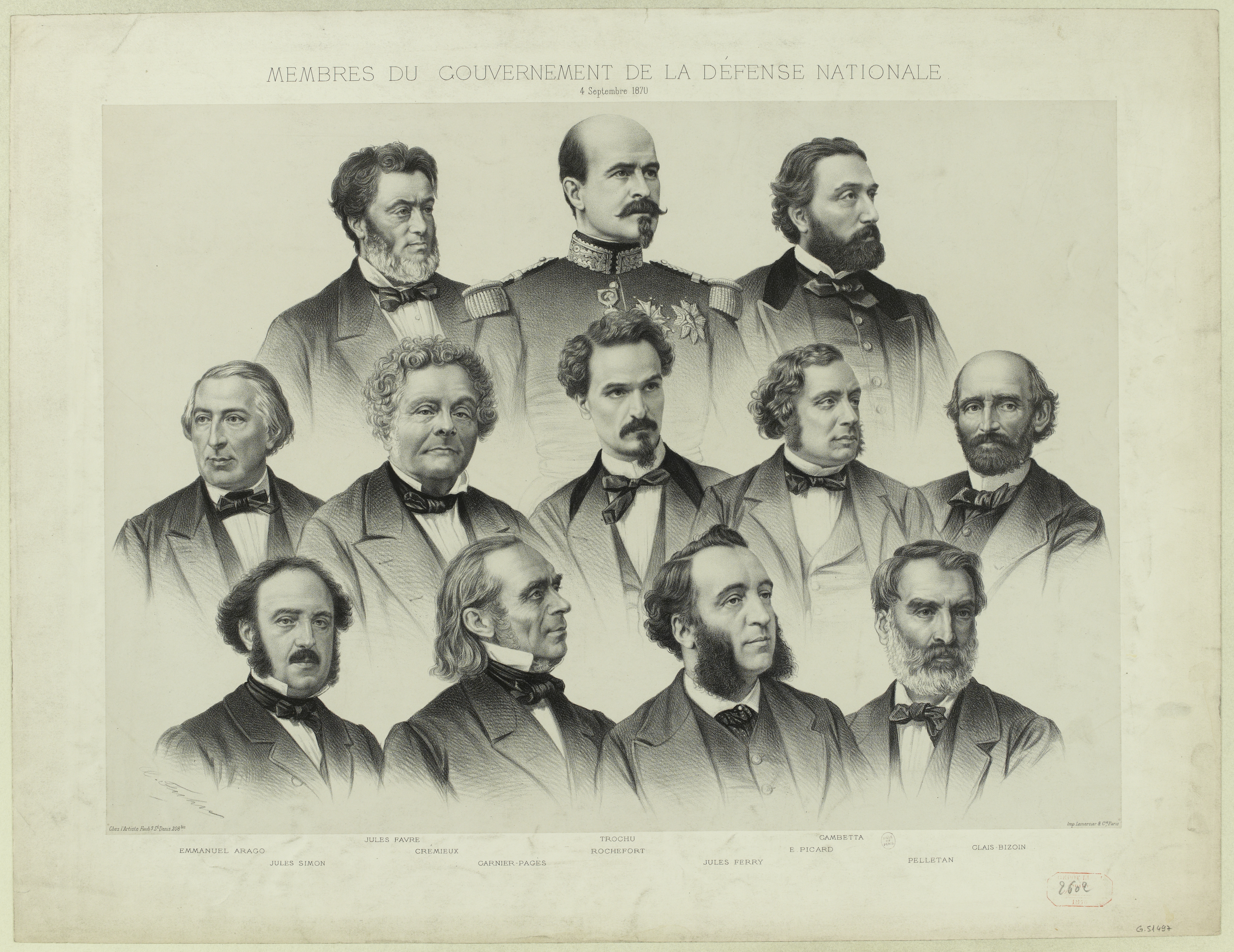
Le Gouvernement de la défense nationale. Eugène Pelletan figure en bas à droite

Le 4 septembre 1870 il entre comme ministre sans portefeuille dans le Gouvernement de la Défense nationale. Il finit sa carrière politique comme sénateur des Bouches-du-Rhône de 1876 à 1884 et est élu en janvier 1879 vice-président du Sénat. Compté parmi les « pères fondateurs » de la Troisième République, il est désigné sénateur inamovible en juin 1884. Il meurt en décembre de la même année, remplacé le 25 janvier 1885 par Geoffroy Velten.
Eugène Pelletan est le fondateur d’une sorte de « dynastie républicaine » : 
— il est le père de Camille Pelletan et d’André Pelletan, sous-directeur de l’École des mines; 
— André épouse Thérèse Ordinaire, fille du député Dionys Ordinaire et sœur du vice-président du Sénat Maurice Ordinaire leur fille unique Odette Pelletan, épouse en 1920 l'homme politique Georges Bonnet, futur ministre des Affaires Etrangères, qui bénéficiera grâce à elle d'un ancrage au cœur de l'« aristocratie républicaine »; 
— Camille épouse une institutrice dont le frère, Paul Denise, sera élu député en 1919; 
— deux de ses filles épouseront d’anciens préfets de la Défense nationale, Édouard Mocqueris et Georges Coulon, futur vice-président du Conseil d’État; 
— sa petite-fille, Denise Coulon, épouse le peintre Olivier Debré, frère de Michel Debré et oncle de Bernard Debré et Jean-Louis Debré. Une grande famille française.
Eugène Pelletan décède en son domicile au Sénat le 13 décembre 1884.
Il fut d'abord inhumé au cimetière du Montparnasse à Paris, puis et dans les années 2000, la famille fit rapatrier ses restes dans le caveau familial du cimetière des Bois de Saint-Georges-de-Didonne. Le bicentenaire de sa naissance a été célébré le 26 octobre 2013 à Saint-Georges-de-Didonne, en présence de Paul Baquiast et Alain Paul Bonnet, à l'initiative de l'association Saint-Georges-de-Didonne et son Passé.

## Publications
- La Lampe éteinte, 2 vol., 1839.

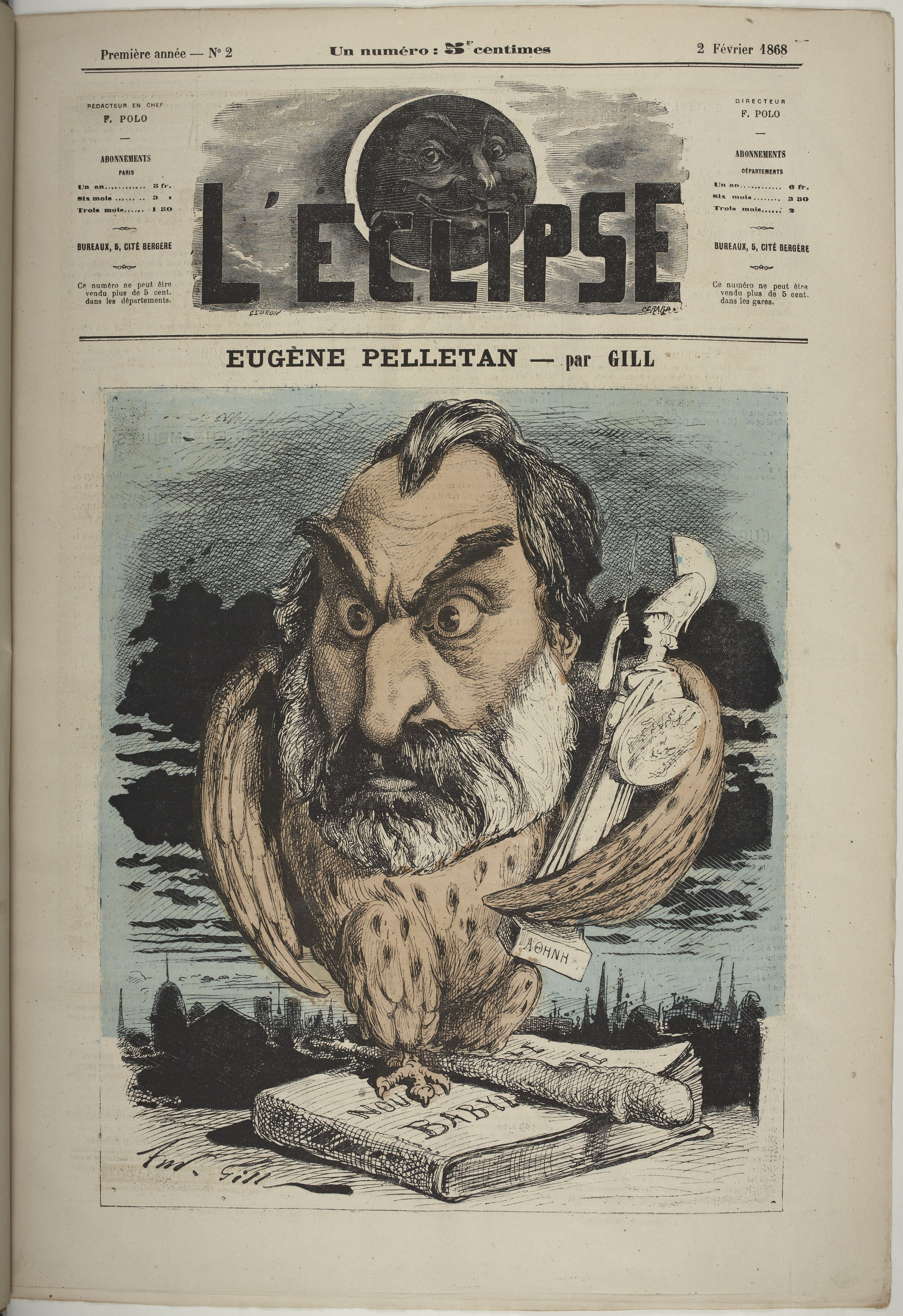
Caricature par André Gill (1868)

- Histoire des trois journées de février 1848, 1848.
- Profession de foi du XIXe siècle, 1852 (son œuvre majeure, philosophico-poétique).
- Heures de travail, 2 vol., 1854.
- Le monde marche, Lettres à Lamartine. 1857.
- Les Droits de l’homme, 1858.
- Les Rois philosophes, 1858.
- Décadence de la monarchie française, 1860.
- La Naissance d’une ville, 1861.
- Le Droit de parler, lettre à M. Imhaus, 1862.
- La Nouvelle Babylone. Lettres d’un provincial en tournée à Paris, 1863.
- L’Ombre de 89, lettre à M. le duc de Persigny, 1863.
- Le 31 mai, 1863.
- Aide-toi, le ciel t’aidera, 1863.
- Le Crime, 1863.
- La Charte du foyer, 1864.
- Qui perd gagne, 1864.
- Le Termite, 1864.
- La Famille : la mère, 1866.
- La Femme au XIXe siècle, 1869.
- Lamartine, 1869.
- Nouvelles heures de travail, 1870.
- Les Uns et les autres, 1873.
- Le 4-septembre devant l’enquête, 1874.
- Royan : la naissance d’une ville, 1876, prix Marcelin Guérin de l'Académie française en 1877.
- Première aux électeurs. Est-ce la République ? 1876.
- Jarousseau, le pasteur du désert, 1877.Histoire romancée de son grand-père. Prix Marcelin Guérin de l'Académie française en 1877 avec Royan : la naissance d’une ville.
- Élisée, voyage d’un homme à la recherche de lui-même, 1877.
- Un roi philosophe, le Grand Frédéric, 1878.
- Le Programme républicain. La révision, 1882.
- Dieu est-il mort ? 1883.